# ماكيخ جوستومسكي
ماكيخ جوستومسكي (بالبولندية: Maciej Gostomski) (27 سبتمبر 1988 في بولندا - ) هو لاعب كرة قدم بولندي في مركز حراسة المرمى. لعب مع بالتيك غدينيا ولخ بوزنان وليغيا وارسو ونادي رينجرز وزاغليبي سوسنويتش وOdra Wodzisław Śląski ‏ وBytovia Bytów ‏.

## روابط خارجية
- ماكيخ جوستومسكي على موقع قاعدة بيانات كرة القدم.إي يو (الإنجليزية)
- ماكيخ جوستومسكي على موقع Soccerbase.com (لاعب) (الإنجليزية)
- ماكيخ جوستومسكي على موقع Soccerway.com (الإنجليزية)
- ماكيخ جوستومسكي على موقع AS.com (الإسبانية)